# Malagazzia condensum
Malagazzia condensum är en nässeldjursart som först beskrevs av Paul Torben Lassenius Kramp 1953.  Malagazzia condensum ingår i släktet Malagazzia och familjen Malagazziidae. Inga underarter finns listade i Catalogue of Life.